# Вишньовка (Кизилжарський район)
Вишньо́вка (каз. Вишнёвка) — село у складі Кизилжарського району Північноказахстанської області Казахстану. Входить до складу Якорського сільського округу.
Населення — 111 осіб (2021; 148 у 2009, 159 у 1999, 199 у 1989).
Національний склад станом на 1989 рік:
- росіяни — 100 %.